# Jan Boenigk
Jan Boenigk (ur. 24 lipca 1903 w Tomaszkowie, zm. 22 lipca 1982 w Olsztynie) – polski nauczyciel działający w Prusach Wschodnich zasłużony w tworzeniu polskiego szkolnictwa na Warmii i Powiślu.

## Życiorys
Urodził się w rodzinie chłopskiej. Ukończył Seminarium Nauczycielskie w Lubawie, był nauczycielem w Żabinach k. Działdowa. W 1928 pełnił obowiązki kierownika Polsko-Katolickiego Towarzystwa Szkolnego na Powiśle, od 1930 – na Warmię. Dzięki jego staraniom doszło do założenia w 1931 jedynej na Mazurach szkoły polskiej – w Łęgu koło Szczytna (według innych źródeł w Piasutnie k. Szczytna). W szkole tej nauczał Jerzy Lanc.
Jan Boenigk redagował czasopismo "Mały Polak w Niemczech". Swoje artykuły w tym czasopiśmie podpisywał jako Wujek Franek. Nauczał w polskich szkołach w Trzcianie i Postolinie. Zainicjował utworzenie polskiej spółki wydawniczej Sankt Augustinus Verlag.
Został aresztowany we wrześniu 1939, przebywał w obozie koncentracyjnym Oranienburg-Sachsenhausen. W czerwcu 1942 został wcielony do Wehrmachtu.
Po 1945 zaangażował się w tzw. działalność repolonizacyjną Warmiaków i Mazurów w prowadzonych przez siebie uniwersytetach ludowych. Pierwszy z nich w Jureckim Młynie (koło Morąga, w piśmiennictwie także pod nazwą Jurkowy Młyn) rozpoczął działalność 10 czerwca 1946. Wspierali go w pracy nauczyciele z polskich szkół okresu międzywojennego: Alfons Barczewski, Jan Hedrych, Konrad Sikora, Elżbieta Jankowska, Franciszek Jankowski. W Uniwersytecie Ludowym prowadzone były zajęcia z języka polskiego, spółdzielczości i rachunkowości. Ważną część edukacyjną pełniły zajęcia świetlicowe w trakcie których uczniowie odtwarzali inscenizacje przygotowane przez Jana Boenigka na podstawie tekstów ks. Walentego Barczewskiego, Mickiewicza, Tuwima. Młodzież prowadziła 350-hektarowe gospodarstwo rolne, które zapewniało im utrzymanie w czasie nauki. Drugi uniwersytet ludowy działał w Mikołajkach. 
Jan Boenigk przeszedł na emeryturę w 1955. Wtedy też rozpoczął swą działalność literacką, wydał wspomnienia Minęły wieki a myśmy ostali (pierwsze wydanie 1957, drugie rozszerzone w 1971), szkice Wyroki (1970). Pozostawił po sobie niedokończoną sagę rodu Barczewskich. Drukował swoje artykuły w "Komunikatach Mazursko-Warmińskich", "Gazecie Olsztyńskiej" oraz w czasopiśmie "Słowo na Warmii i Mazurach".
Zmarł w Olsztynie, został pochowany na cmentarzu w Bartągu. Jego imieniem nazwano ulicę w Olsztynie.